# Ева Кшижевська
Ева Кшижевська, насправді Анна Ева Кшижевська (пол. Anna Ewa Krzyżewska, 7 лютого 1939, Варшава — 30 липня 2003, Іспанія) — польська акторка.

## Біографія
Була дочкою Юліуша Валерʼяна Кшижевського та Марії Станіслави з Пйотровських. Ще під час навчання (після закінчення першого курсу), під час роботи в масовці фільму Калоші щастя, її помітив Януш Морґенштерн, помічник Анджея Вайди і запросив на роль Кристини Розбицької у фільмі «Попіл і діамант». За роль у цьому фільмі у 1962 році вона отримала єдину в своєму житті кінопремію «Кришталева зірка» Французької кіноакадемії. У 1962 році Державну вищу театральну школу ім. Людовика Сольського у Кракові (у вересні 1970 року отримала диплом). У 1962—1967 рр. працювала акторкою Варшавського драматичного театру. У 1973 році припинила акторську діяльність та виїхала з країни, працювала, серед іншого, в бібліотеці ООН в Нью-Йорку.
У 1960—1963 рр. була дружиною Вацлава Анджея Сплави-Неймана. Загинула у 2003 році в автокатастрофі в Іспанії, де мешкала разом із чоловіком, Болеславом Квятковським. Похована у родинній домовині Кшижевських на могилі свого батька Юліуша Кшижевського на Повонзківському цвинтарі (Y-85, ряд V, домовина 13/14).

## Фільмографія
| Художні фільми |                              |                                            |            |
| Рік            | Назва                        | Роль                                       | Оцінка     |
| 1958           | Попіл і діамант              | барменка Кристина                          | Filmweb.pl |
| 1960           | Rat                          | Марія                                      | –          |
| 1961           | День всіх померлих           | Валя                                       | Filmweb.pl |
| 1961           | Сузанна та хлопці            | Сузанна Вишневська                         | Filmweb.pl |
| 1963           | Розраховую на ваші гріхи     | Рената                                     | Filmweb.pl |
| 1963           | Дійсно вчора                 | Тереза, представниця Сполучених видавництв | Filmweb.pl |
| 1963           | Злочинець і пані             | Маргарита Маковська                        | Filmweb.pl |
| 1965           | Фараон                       | Хеврон                                     | Filmweb.pl |
| 1965           | Ліки від кохання             | Гонората                                   | Filmweb.pl |
| 1965           | Спосіб буття                 | мати героя                                 | Filmweb.pl |
| 1965           | Zvony pre bosých             | Верона                                     | Filmweb.pl |
| 1966           | Фауст XX                     | дияволиця Марґерітт                        | –          |
| 1966           | Пекло і небо                 | диявол-хранитель                           | Filmweb.pl |
| 1966           | Повернення на землю          | Ванда-Ірена                                | Filmweb.pl |
| 1966           | Передноворічний вечір        | коханка Анджея                             | Filmweb.pl |
| 1966           | Сходження до пекла           | Лінда, секретарка Адлера                   | Filmweb.pl |
| 1970           | Операція «Брут»              | Анастасія, звʼязкова «Борути»              | Filmweb.pl |
| 1970           | Дятел                        | мешканка Варшави                           | –          |
| 1971           | Liebeserklärung an G.T.      | Ґізі Тоніс                                 | –          |
| 1971           | Як далеко звідси, як близько | Зося                                       | Filmweb.pl |
| 1973           | Заздрість і медицина         | Ребека Відмарова                           | Filmweb.pl |